# Івановське (Архангельська область)
Івановське (рос. Ивановское) — село в Шенкурському районі Архангельської області Російської Федерації.
Населення становить 49 осіб. Входить до складу муніципального утворення Верхопаденьгське муніципальне утворення.

## Історія
Від 1937 року належить до Архангельської області.
Від 2004 року належить до муніципального утворення Верхопаденьгське муніципальне утворення.

## Населення
| 2002 | 2010 | 2012 |
| ---- | ---- | ---- |
| 75   | ↘57  | ↘49  |